# Tomoyasu Asaoka
Tomoyasu Asaoka (浅岡 朝泰?, Asaoka Tomoyasu; Tokyo, 6 aprile 1962 – 6 ottobre 2021) è stato un calciatore giapponese, di ruolo centrocampista.